# Éguzon-Chantôme
Éguzon-Chantôme é uma comuna francesa na região administrativa do Centro, no departamento Indre. Estende-se por uma área de 36,42 km². Em 2010 a comuna tinha 1 403 habitantes (densidade: 38,5 hab./km²).